# Catocala albissima
Catocala albissima är en fjärilsart som beskrevs av Embrik Strand 1914. Catocala albissima ingår i släktet Catocala och familjen nattflyn. Inga underarter finns listade i Catalogue of Life.